# Hemby Bridge
Hemby Bridge és una població dels Estats Units a l'estat de Carolina del Nord. Segons el cens del 2007 tenia 1.319 habitants.

## Demografia
Segons el cens del 2000, Hemby Bridge tenia 897 habitants, 341 habitatges i 274 famílies. La densitat de població era de 245,6 habitants per km².
Dels 341 habitatges en un 31,7% hi vivien nens de menys de 18 anys, en un 69,2% hi vivien parelles casades, en un 7,6% dones solteres, i en un 19,6% no eren unitats familiars. En el 15,2% dels habitatges hi vivien persones soles el 4,1% de les quals corresponia a persones de 65 anys o més que vivien soles. El nombre mitjà de persones vivint en cada habitatge era de 2,63 i el nombre mitjà de persones que vivien en cada família era de 2,91.
Per edats la població es repartia de la següent manera: un 22,4% tenia menys de 18 anys, un 5,9% entre 18 i 24, un 35,2% entre 25 i 44, un 25,5% de 45 a 60 i un 10,9% 65 anys o més.
L'edat mediana era de 37 anys. Per cada 100 dones de 18 o més anys hi havia 101,2 homes.
La renda mediana per habitatge era de 52.813 $ i la renda mediana per família de 50.000 $. Els homes tenien una renda mediana de 32.404 $ mentre que les dones 24.342 $. La renda per capita de la població era de 28.046 $. Entorn del 10,6% de les famílies i el 8,4% de la població estaven per davall del llindar de pobresa.

## Poblacions més properes
El següent diagrama mostra les poblacions més properes.